# L'Étalon (film, 1970)
Pour les articles homonymes, voir L'Étalon.
Pour plus de détails, voir Fiche technique et Distribution.
L'Étalon est un film français réalisé par Jean-Pierre Mocky, sorti en 1970.

## Synopsis
Pendant ses vacances, le vétérinaire William Chaminade est amené à soigner une femme délaissée, qui a tenté de se suicider. Il a alors l'idée de créer un centre où l'« Étalon », être sans malice, sain et de haute moralité, assouvira la fièvre des sens des ménagères malheureuses en amour.

## Fiche technique
- Titre : L'Étalon
- Réalisation : Jean-Pierre Mocky
- Assistants réalisateurs : Luc Andrieux, Jacques de Chavigny
- Scénario : Jean-Pierre Mocky, sur une idée de Bourvil
- Adaptation : Jean-Pierre Mocky, Alain Moury
- Dialogues d'Alain Moury
- Photographie : Marcel Weiss
- Opérateur : Paul Rodier, assisté de Christian Dupré et Daniel Pouey
- Montage : Marguerite Renoir, assistée de Sophie Tatischeff
- Musique : François de Roubaix
- Son : Séverin Frankiel, Lucien Yvonnet
- Décors : Jacques Flamand
- Chef constructeur : René Loubet
- Habilleuse : Fanny Jacubowicz
- Maquillage : Louis Dor
- Script-girl : Lydie Mahias
- Régisseur général : Claude Muller, Arlette Denis
- Photographe de plateau : Pierre Raffo
- Générique : Georges Grammat
- Affichiste : René Ferracci
- Producteur : Jean-Pierre Mocky
- Directeur de production : Gilbert Marion
- Producteur délégué : Eugène Lépicier
- Sociétés de production : Balzac Films, Filmel, Compagnie commerciale française cinématographique (C.C.F.C)
- Société de distribution : Compagnie commerciale française cinématographique (C.C.F.C)
- Pays de production :  France
- Langue : Français
- Format : Couleur (Eastmancolor) — 35 mm — 1,37:1 — Son : Mono
- Tournage : à partir du 9 septembre 1969 à Cerbère (Pyrénées Orientales), Granville (Manche)
- Genre : Comédie
- Durée : 86 minutes (1 h 26)
- Date de sortie : 13 février 1970 (France)
- Visa d'exploitation : 35767

## Distribution
- Bourvil : William Chaminade (vétérinaire)
- Francis Blanche : Dupuis, le percepteur zélé
- Jacques Legras : Pointard
- R.J. Chauffard : le docteur Finus
- Noëlle Leiris : Nelly Pointard
- Marcel Pérès : le commandant Moursson
- Jean-Claude Rémoleux : le député Léon Lacassagne
- Jo Labarrère : Lionel, l'athlète
- Francis Terzian : Lino Ferrucci
- Solange Certain : Irène Dupuis, la femme du percepteur
- Agostino Vasco : Sam Radock
- Michael Lonsdale : le commissaire Donald Both
- Pierre Benedetti : Michel Lyx
- Pierre Durou : le capitaine Mathieu
- Denise Péronne : Mlle Lorthiloir, l'infirmière
- Sophie Sam : Annette Both
- Roger Legris : le président de l'Assemblée
- Edith Perret : la directrice de l'École normale
- Thérèse Aspar : la conseillère conjugale
- Philippe Brizard : M. Leplanchet, le bouliste
- Liza Braconnier : Mme Leplanchet
- Raphaël Delpard : M. Lemercier
- Luc Andrieux : le brigadier Zorba
- Pierre Raffo : l'huissier
- Rudy Lenoir : un mari
- Christian Chevreuse : M. Piquemou
- Edith Fontaine : une invitée de M. Lacassagne
- Andrée Servilanges : une invitée
- Mercédès Lintermans : l'assistante sociale
- Roger Lumont : un député
- Dominique Zardi : un député
- Jacques Lévy : un député
- Maurice Jany : un député
- Antoine Mayor : un député
- Luc Bartholomé : un député
- Adrien Cayla-Legrand : un député
- Nicolas Bang
- Janine Walet
- Les habitants de Cerbère

## Autour du film
- L'Étalon marque la quatrième, mais également la dernière collaboration entre Jean-Pierre Mocky et Bourvil, ainsi que le dernier film de l'acteur sorti de son vivant. Bourvil se fait raser le crâne, soi-disant pour le rôle, mais en réalité parce que la chimiothérapie de son cancer lui fait perdre ses cheveux. Il est affaibli et souffrant, mais il continue. Il meurt finalement le 23 septembre 1970 après une longue agonie[1].
- L'Étalon est l'avant dernier des trois films de Jean-Pierre Mocky pour lesquels François de Roubaix a composé la bande originale, après La Grande Lessive (!) et avant Chut !.
- Le film est tourné principalement dans les Pyrénées-Orientales en septembre 1969, à Banyuls-sur-Mer, Cerbère et Perpignan[2].
- Le film a été projeté en avant-première à la Cinémathèque française au Palais de Chaillot à minuit en présence du réalisateur et d'Henri Langlois.